# 科索沃護照
科索沃护照是科索沃簽發予其公民使用的旅遊證件，其公民護照由科索沃内政部發出，而外交护照則由科索沃外交部發出。科索沃护照雖然已經符合国际民用航空组织建議的机器可读护照發出要求（例如尺寸、技术、安全、布置等），但国家或公民身份代码「RKS」因未為ISO3166標準而未獲得国际民航组织认可。科索沃護照的設計於2008年3月14日確認。首本科索沃护照於2008年7月30日簽發。截至2009年5月20日，科索沃已經簽發了三十萬本护照予合資格人士。
科索沃最新的護照封面顏色是參照歐盟護照標準的勃艮第酒红色設計，封面印有國徽，並分別以阿尔巴尼亚语、塞尔维亚语和英语刻有「护照」一詞，個人資料頁的各項說明皆以該三種語言顯示。18岁或以上的科索沃公民可申領由申請日起計算10年有效期的科索沃護照。 在科索沃開始簽發護照之前，當地的公民可申請由联合国發出單本有效期為2年的護照。 科索沃獨立後，有關的護照亦已於2008年停止簽發，最後一批發出的護照也已因逾期而在2010年失效。

## 生物识别护照
自2011年10月31日起，科索沃当局已经开始发放新的科索沃生物特征护照。

## 类型
科索沃護照分為四种类型：普通、公務、外交和臨時旅行證件。 申請费用為25欧元。

### 普通護照
- 勃艮第酒紅色封面
- 簽發予所有科索沃公民，每本護照有效期為10年。[8]

### 公務護照
- 褐红色封面
- 簽發予政府公務人员及其家屬，每本護照有效期為5年。[8]

### 外交護照
- 黑色封面
- 僅簽發予总统、总理、政府官员、宪法法院院長、最高法院院长、駐外外交大使以及相關人员、监察员、認可国家代表团人員、為政府任命於各国际组织工作人員、法律規定的外交信使和政府指定人士，每本護照有效期為5年。[8]

### 臨時旅行证件
- 浅蓝色封面
- 如科索沃公民的普通護照遺失、被盗、逾期或即將逾期，方可申請用作緊急護照之用，並僅簽发予5至50人的團體旅行之用。每本護照有效期为30天[8]。

## 身份信息页
個人身份頁包含有下列信息：
- 类型[P]
- 国家代码（RKS）
- 护照号码
- 姓
- 名字
- 出生地点
- 出生日期
- 國籍
- 性別
- 身高
- 眼睛的颜色
- 颁发机构
- 个人数
- 簽發日期／有效日期

除了個人图像之外，護照持有人的指纹和签名於護照第3页顯示。

## 簽證要求

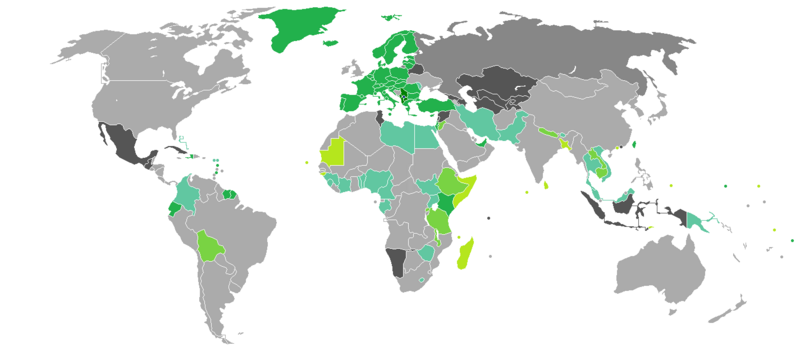
科索沃
免签证
落地签证
电子签证
需要提前办理签证
拒绝入境

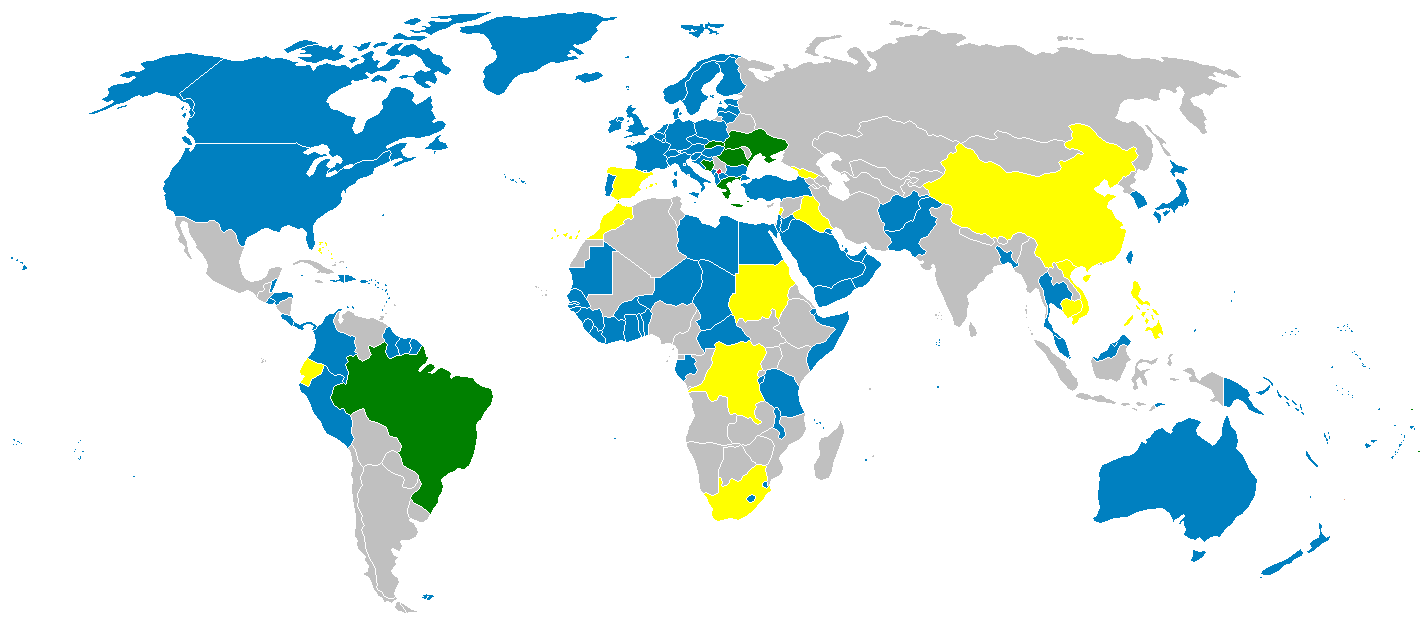
科索沃
承認科索沃獨立的國家
不承認科索沃獨立，並且接受科索沃護照的國家
不承認科索沃政府和有關證件，但有記錄可憑科索沃護照取得入境簽證的國家

由於科索沃单方面宣布独立並未得到普遍认可。因此，部份国家可能不接受科索沃政府所簽發的护照進入其國家。
自2024年1月1日起，科索沃公民将可以免签证入境欧洲联盟。
根据2025年1月8日发布的亨利护照指数，科索沃护照可免签证、落地签证或电子签证入境80个国家和地区，位居世界第63。

### 只承認科索沃护照的合法性
以下国家不承認科索沃獨立，并且接受科索沃护照持有人入境和过境：

| - 巴西 - 賽普勒斯 - 希腊 | - 羅馬尼亞 - 斯洛伐克 - 入境印章會另紙發出，不會蓋在護照上 - 乌克兰 |

此外，有部份國家雖然已表明不承認科索沃独立和護照的合法地位，但是實際上持科索沃護照進入有關非建交國家也不會被視為使用假護照。據知可以科索沃護照進入的非建交國家和地區包括：
| - 巴哈马 - 柬埔寨 - 中华人民共和国 - 刚果民主共和国 | - 伊拉克 - 黎巴嫩 | - 摩洛哥 - 菲律賓 - 南非 | - 西班牙 - 苏丹 - 越南 |

### 拒绝入境
以下国家不承認科索沃獨立，并且拒绝科索沃护照持有人入境和过境：
- 亞美尼亞
- 白俄羅斯
- 古巴
- 摩尔多瓦
- 俄羅斯
- 塞舌尔
- 叙利亚
- 委內瑞拉

### 俄罗斯
俄罗斯不承认科索沃为一个独立的国家，在一般情況下也不承认科索沃护照作为一个有效的旅行证件。然而，科索沃护照在某些特殊情况下仍可被視為進入俄羅斯的合法護照，例如出席或参加国际奥林匹克委员会、國際足球協會和其他国际体育组织舉辦的活动，俄罗斯方面會向科索沃護照持有人另紙發出签证許可。 在贝尔格莱德的駐塞爾維亞俄罗斯大使馆曾就俄羅斯有關決定作出以下解釋：
"由於偽科索沃共和國在活動中是被受國際組織所承認的成員國，因此只有該政府所發出的護照是唯一可以进入俄罗斯联邦的护照，俄罗斯联邦曷次容許偽科索沃共和國公民進入我國，是作为活動主辦國對國際組織遵守的義務...在其他情況下，俄罗斯對於否認偽科索沃政府的立場並没有改变。也就是说，該政府所發出的護照不會得到俄罗斯入境許可。"

### 塞尔维亚

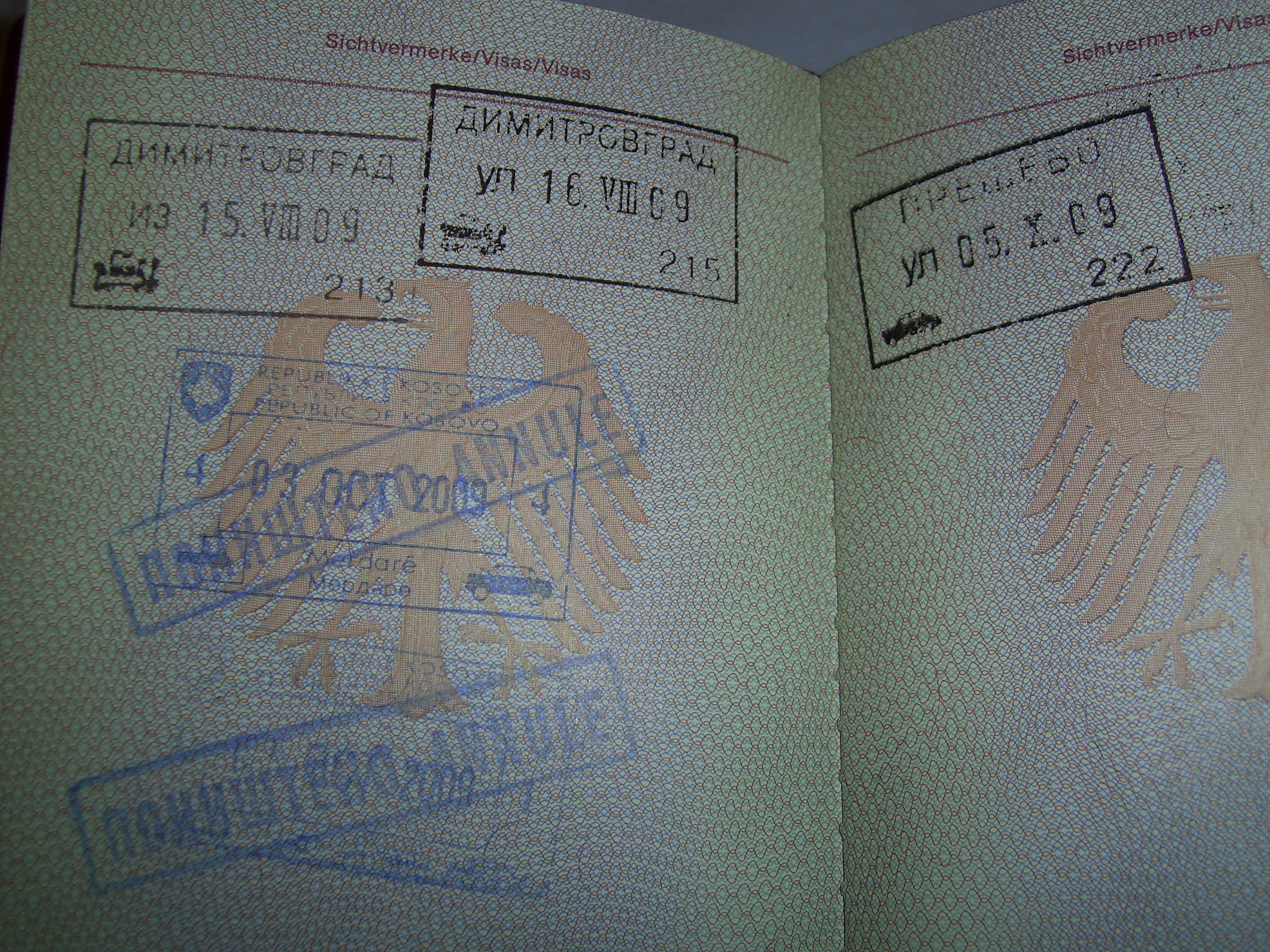
一本德國護照被塞爾維亞出入境官員在印有科索沃出入境印章上蓋上取消印，作為其對科索沃獨立的抗議。

塞尔维亚不承认科索沃为一个独立的国家，也不承认科索沃护照為有效的旅行證件。 但是科索沃公民可以使用科索沃政府所發出的身份證进入塞尔维亚逗留最長90天。
2008年科索沃獨立起，科索沃推出新的簽證安排和出入境印章，塞尔维亚其後表示將會拒絕向擁有科索沃出入境印章的外籍人士發出入境簽證。 此外，任何人士如從第三方國家進入科索沃，包括透過黑山、阿尔巴尼亚和北马其顿的陸路，以及搭乘前往科索沃的航班，再在其後使用同一護照入境塞尔维亚，都會因為沒有塞爾維亞的出入境印章而把有關過往的行為視為非法入境。然而有關做法不久以後就取消了，塞爾維亞會為所有曾到過科索沃的旅客蓋上塞爾維亞文「无效」印章，这可能会造成新的问题与长期科索沃的签证被宣布无效。

## 備注和参考文献
参考文献：
1. ↑  . SBS World News Australia. 2008-03-14  [2008-03-14]. （原始内容存档于2008-04-03）.
2. ↑  "Rreth300mijë qytetarë kosovarë pajisen我pasaporta"(阿尔巴尼亚)的"。 （页面存档备份，存于） telegrafi.com中。 出版了月20日，2009年。 访问于五月20日，2009年。
3. 1 2  "生产过程中的护照的科索沃共和国，是完全正常化" （页面存档备份，存于） mpb-ks.org18August2008年链接访问2008-09-16的。
4. ↑  . Koha Ditore. 2008-03-14  [2008-03-14]. （原始内容存档于2019-12-01） （阿尔巴尼亚语）.
5. 1 2  . International Herald Tribune. 2008-02-25  [2008-03-14]. （原始内容存档于2008-04-30）.
6. ↑  . mpb-ks.org.   [2015-09-06]. （原始内容存档于2016-03-13）.
7. ↑  . BBC News. 2008-07-21  [2009-02-04]. （原始内容存档于2021-04-11）.
8. 1 2 3 4  Edward Anderson.  (PDF). 2008-08-04  [2015-09-06]. （原始内容 (PDF)存档于2016-03-04）.
9. ↑  法新社. . 瑞士资讯. 2022-12-15  [2023-03-02]. （原始内容存档于2023-04-14）.
10. ↑  . Henley & Partners.   [2025-01-09] （英语）.
11. ↑  Issuance of BiH visa to Citizens of Kosovo （页面存档备份，存于）, Ministry of Foreign Affairs of the Republic of Kosovo, 2012-03
12. ↑  Entrance Visas in Brazil （页面存档备份，存于）, Ministry of External Relations of Brazil, August 12, 2015.
13. ↑  .   [2015-09-06]. （原始内容存档于2008-09-21）.
14. ↑  . m.hotnews.ro.   [2015-09-06]. （原始内容存档于2020-11-27）.
15. ↑  . setimes.com. 2013-05-27  [2013-05-27]. （原始内容存档于2019-03-25）.
16. ↑   (PDF). mzv.sk.   [2015-09-06]. （原始内容 (PDF)存档于2012-02-19）.
17. ↑  Lajcák confirms to Minister Hoxhaj the Slovak recognition of Kosovo passports （页面存档备份，存于）, Ministry of Foreign Affairs of the Republic of Kosovo, 2012-07-20
18. ↑  Свобода, Радіо. . Радіо Свобода. 2020-09-24  [2023-02-09]. （原始内容存档于2023-02-09） （乌克兰语）.
19. ↑  . kosovothanksyou.com.   [2015-09-06]. （原始内容存档于2020-11-25）.
20. ↑  . kosovothanksyou.com.   [2015-09-06]. （原始内容存档于2016-04-24）.
21. ↑  . telegrafi.com.   [2015-09-06]. （原始内容存档于2021-01-25）.
22. ↑  . kosovothanksyou.com.   [2015-09-06]. （原始内容存档于2016-03-04）.
23. ↑  . kosovothanksyou.com.   [2015-09-06]. （原始内容存档于2020-11-25）.
24. ↑  . kosovothanksyou.com. 2009-01-07  [2015-09-06]. （原始内容存档于2019-12-02）.
25. ↑  . kosovothanksyou.com.   [2015-09-06]. （原始内容存档于2019-12-05）.
26. ↑  . kosovothanksyou.com.   [2015-09-06]. （原始内容存档于2019-12-02）.
27. ↑  . kosovothanksyou.com.   [2015-09-06]. （原始内容存档于2016-03-03）.
28. ↑  . kosovothanksyou.com.   [2015-09-06]. （原始内容存档于2019-12-03）.
29. ↑  . kosovothanksyou.com.   [2015-09-06]. （原始内容存档于2019-12-02）.
30. ↑  . kosovothanksyou.com.   [2015-09-06]. （原始内容存档于2020-11-25）.
31. ↑  . kosovothanksyou.com.   [2015-09-06]. （原始内容存档于2019-12-05）.
32. ↑  . kosovothanksyou.com. 2009-08-19  [2015-09-06]. （原始内容存档于2016-03-03）.
33. ↑  . B92. 2015-07-31  [2015-08-21]. （原始内容存档于2020-11-23）.
34. ↑  . Albeu. 2015-08-01  [2015-08-21].
35. ↑  . N1. 2014-11-22  [2018-12-04]. （原始内容存档于2020-02-20）.

## 外部鏈結
- 科索沃内部事务部介绍科索沃护照 （页面存档备份，存于）